# Arctopoa alexeji
Arctopoa alexeji là một loài thực vật có hoa trong họ Hòa thảo. Loài này được (Sofieva & Vorosch.) Prob. mô tả khoa học đầu tiên năm 2003.